# М. С. Вишванатан
Манаянгат Субраманиан Вишванатан (там. மனயங்கத் சுப்பிரமணியன் விசுவநாதன், англ. Manayangath Subramanian Viswanathan, также известный как М.С.В; 24 июня 1928 — 14 июля 2015) — индийский кинокомпозитор, работавший преимущественно в индустриях кино на каннада, малаялам и тамильском языках. Награждён Filmfare Awards South за пожизненные достижения в 2001 году.

## Биография
Родился 24 июня 1928 в деревне Элапулли Мадрасского президентства Британской Индии (ныне округ Палгхат штат Керала) в семье Манаянгата Субраманиана и Нараяникутти. После смерти его отца и сестры его мать решила покончить с собой, прыгнув в водохранилище вместе с сыном. Однако в последний момент мальчик был спасён своим дедом.
После этого он переселился в город Каннанур, где часто прогуливал школу, чтобы приходить к дому местного учителя музыки и слушать, как тот занимается с учениками. Когда однажды учитель услышал как Вишванатан играет на фисгармонии и поёт, то был так восхищен, то устроил его трехчасовой концерт в мэрии.
Его первое выступление на сцене состоялось в Тривандраме, когда ему было 13 лет.
Уже в детстве Вишванатан появился на экране в качестве ребёнка-актёра в фильме Kannagi (1942). В 1940-х годах Вишванатан начал подрабатывать посыльным на Jupiter Studios в Тируппуре за три рупии в месяц.
Он также присоединился к труппе Ч. Р. Суббурамана как игрок на фисгармонии. Когда тот скончался в 1952 году, Вишванатан и Т. К. Рамамурти, который играл в труппе на скрипке, решили завершить его неоконченные работы для кинематографа. Впервые их музыка прозвучала в фильме Panam 1952 года. В следующие 10 лет они написали музыку для 86 тамильских фильмов, среди которых Paasamalar (1961), Sumaithaangi (1962), Server Sundaram (1964) и Enga Veetu Pillai (1965). Их партнёрство закончилось в 1965 году после фильма Aayirathil Oruvan. Композиторы вновь объединились в 1995 году, сочинив музыку для фильма Yenkiruntho Vanthan. И хотя фильм провалился, песни стали хитами.
После 1965 года Вишванатан стал успешным сольным композитором, хотя его первый сольный проект — фильм Jenova (1953) с М. Г. Рамачандраном в главной роли — вышел ещё 1953 году. Наиболее успешными из его фильмов стали тамильские Bama Vijayam, Galatta Kalyanam, Deivamagan, Moondru Dheivangal, Rickshawkarana, Bharatha Vilas и Ulagam Sutrum Valibana;
малаяламоязычные Manthrakodi, Babu Mon, Ullasa Yathra и Amme Anupame;
телугуязычные Tenali Ramakrishna, Anthuleni Kathaa, Idhi Katha Kaadu, Aakali Rajyam и Maro Charitra.
Он исполнил в фильмах около 500 песен собственного сочинения и 200, написанных другими композиторами.